# Siège de la caserne de la Montaña

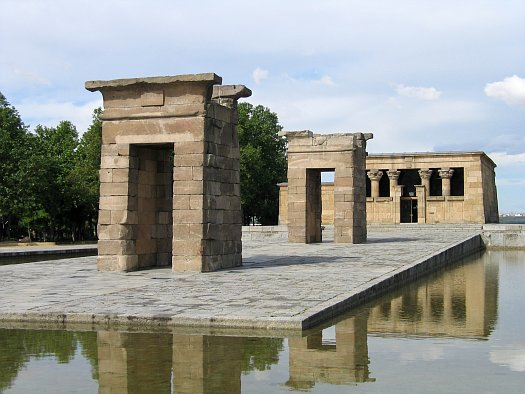
Site du temple d'Amon, où était située auparavant la caserne républicaine de la Montaña.

Le siège de la caserne de la Montaña a lieu du 18 au 20 juillet 1936 au début de la guerre d'Espagne lorsque les nationalistes tentèrent de s'emparer d'une caserne de l'armée populaire de la République espagnole à Madrid. La majeure partie des soldats (3 000 soldats et 5 000 miliciens) sont restés loyaux au gouvernement et ont réprimé l'insurrection, appuyés par des milices ouvrières, faisant 200 morts côté nationaliste et des centaines de prisonniers. Cette victoire fut décisive afin de réorganiser les forces républicaines dans la capitale.